# 1 Dywizja Przeciwlotnicza i Przeciwpancerna „Etna”
1 Dywizja Przeciwlotnicza i Przeciwpancerna „Etna” (wł. 1 Divisione Contraerea e Controcarro "Etna") – jednostka wojskowa Sił Zbrojnych RSI pod koniec II wojny światowej.
Dywizja została utworzona pod koniec sierpnia 1944 r. w Bresci na żądanie Niemców, którzy chcieli wzmocnić obronę przeciwlotniczą terytorium Włoskiej Republiki Socjalnej (RSI). Początkowo zostało ono odrzucone przez komendanta Narodowej Gwardii Republikańskiej (GNR) gen. Renato Ricciego, z powodu czego został on zdymisjonowany.  Szef sztabu GNR gen. Niccolò Nicchiarelli zaakceptował sformowanie dywizji. Na jej czele stanął we wrześniu gen. Giuseppe Volante. Dywizja wchodziła w skład GNR. Liczyła ok. 7 tys. żołnierzy. Pełniła zadania przeciwlotnicze i antyspadochronowe (zwalczanie nieprzyjacielskich zrzutów spadochronowych). Podzielono ją na dwie części: jedna została rozmieszczona wzdłuż rzek Sesia i Agogna w Piemoncie, zaś drugą w rejonie Ferrara-Mantova-Rawenna w Lombardii. Na pocz. stycznia 1945 r. w wyniku ataku samolotu alianckiego zginął gen. G. Volante. Dowództwo przejął gen. Giovanni Bocchio. Dywizja poddała się wojskom alianckim w pierwszych dniach maja w rejonie Castellazzo Novarese.